# Biblioteca Pública de Cartago (Costa Rica)
La biblioteca pública Mario Sancho Jiménez está ubicada en el distrito Occidental de la Provincia de Cartago en Costa Rica. Ostenta el nombre de Mario Sancho Jiménez quien fue escritor y profesor de la provincia de Cartago, en homenaje a su impulso al fomento de la educación y al desempeño en las luchas políticas e ideológicas para exaltar el valor moral de los costarricenses.
Está adscrita al Sistema Nacional de Bibliotecas como ente rector de las bibliotecas públicas, y a su vez, el SINABI depende del Ministerio de Cultura y Juventud costarricense
Fue establecida mediante un ayuntamiento en 1882 con el fin de disponer de un lugar de lectura para la población, que se conocía como el Palacio Municipal pero no dio resultados sino hasta 1889 cuando la “Sociedad de los Trabajadores del Progreso” puso a disposición de la Municipalidad las colecciones de libros y periódicos para fortalecer el acervo bibliográfico con el que se contaba. Su ubicación ha tenido constantes cambios, posterior al ayuntamiento o municipalidad se ubicó en el antiguo Colegio de San Luis Gonzaga de Cartago, y en 1963 se trasladó a la Sociedad Anónima Banco Crédito Agrícola de Cartago.
En 1993 inició la construcción en un terreno de 2827.29 m². El edificio de la biblioteca posee un área de construcción de 1530 m², y cuenta con un solo edificio.
La ubicación actual en la Plaza de la Independencia se originó con la colocación de una primera piedra por la ministra de Cultura. La construcción se detuvo debido al descubrimiento en el lugar de un cementerio indígena, para que arqueólogos e investigadores del Museo Nacional ejecutaran labores en la recolección de las piezas de cerámica. A posteriori, la construcción siguió hasta 1998. Las instalaciones del edificio son las apropiadas para una biblioteca pública.

## Colecciones
Cuenta con un acervo documental aproximado de 30610 volúmenes y una colección de libros, materiales de referencia como diccionarios, enciclopedias o atlas y tesis elaboradas sobre la Provincia de Cartago, que están separadas de la colección general. Está provista de estanterías compactas que reemplazaron los estantes tradicionales, le dan mejor apariencia y acortan el espacio que ocupa el material con el que se cuenta. Además cuenta con una hemeroteca de gran valor, conformada periódicos y diarios del siglo pasado, a los que se les brinda las condiciones necesarias de preservación para conservarlas en buen estado.

## Servicios
Tiene un archivo vertical con información en diversos temas, sobre todo referente a la provincia de Cartago, brinda capacitaciones sobre el uso de los recursos y servicios que ofrece, tiene acceso a periódicos]nacionales de acontecer diario, atiende consultas telefónicas, guía sobre la localización de documentos, y la elaboración de referencias y citas bibliográficas, ofrece préstamo interbibliotecario, préstamo y devolución de material bibliográfico, recomendación de libros según la temática solicitada, resolución de consultas, se realizan visitas guiadas, acceso a la base de datos y a la red inalámbrica, préstamo de equipo multimedia, préstamo de equipo de cómputo con o sin Internet de las cuales tiene varias para brindar el servicio a los usuarios y otras a disposición para búsquedas bibliográficas en bases de datos, tiene el programa Jaws para usuarios no videntes, préstamo y devolución de libros a sala y domicilio, inscripción de usuarios de la biblioteca, préstamo y devolución a sala de revistas y material audiovisual, salas de estudio, préstamo del auditorio para actividades culturales, además de cursos para personas de la tercera edad.
Tiene una sala infantil y ludoteca las cuales se encuentran bien equipadas de recursos infantiles como cuentos y juegos didácticos para niños y estudiantes. Tiene salas de lectura para grupos o individual, que contribuyen en los quehaceres educativos como de recreación para el adulto mayor.